# Au royaume du pétrole et des millions

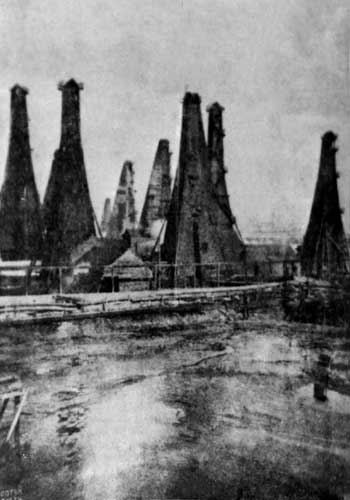
Au royaume de pétrole et des millions

Au royaume de pétrole et des millions (en azéri : Neft və milyonlar səltənətində) est un film d'art et d'essai de 1916, tourné par le réalisateur Boris Svetlov sur la base des motifs du récit du même nomd e I. Moussabeyov.
Il est considéré comme le premier film d'art dans l'histoire de l'Azerbaïdjan,,,.

## Acteurs
- Husseyn Arablinski : Lutfeli bey
- Madatov : danseur
- Mirmahmud Kazimovskiy
- V.A.Lenin : Jalil
- K.M.Piontovskaya : Chafiga
- R.F.Lazareva : Olga
- Yevgeni Mouromskiy : Gourban
- Mammad Alili : un étudiant au mollakhana
- Jabbar Garyaghdioglou : khananda
- Gourban Pirimov : joueur de tar
- Vladimir Vyazemskiy : Hassan
- N.Dobrynin : le médecin
- Y. Orlitskaya : mère de Jalil
- Y.Ivanovskiy : père de Chafiga[1]

## Histoire
C'est le premier long métrage de l'histoire du cinéma azerbaïdjanais. Pour la première fois il a été montré le 14 mai 1916 dans le passage de Hadji Zeynalabdin Taghiyev.